# Armoriale delle famiglie italiane (Sb-Sd)
Questo è l'armoriale delle famiglie italiane il cui cognome inizia con le lettere che vanno da Sb a Sd.

## Armi

### Sb
| Stemma | Casato e blasonatura |
| ------ | --- |
|        | Sbaraglini (Assisi) (la blasonatura non è stata ancora caricata) (Immagine nella Raccolta stemmi Trippini (JPG).) |
|        | Sbaraglini Donati (Assisi) fascia di oro su azzurro - 10 punte di oro ciascuna cimata da una palla di argento uscenti dal capo e dalla punta in doppia fascia su azzurro (citato in LEOM)                                                      |
|        | Sbaraglini Donati (Assisi) fascia di argento su - giglio di giardino al naturale su verde (citato in LEOM) |
|        | Sbaraia (Genova) sbarra di oro su verde (citato in LEOM) |
|        | Sbarri (Pietrasanta) Palato di sei pezzi di... e di..., allo scaglione attraversante di... (citato in (19)) |
|        | Sbendi (Pistoia) Troncato d'oro e di verde, al leone di rosso nel primo, nascente dalla troncatura (citato in (19)) |
|        | Sbrolli (Sansepolcro) D'azzurro, al pilastro di pietra al naturale, cimato da una pigna dello stesso posta in mezzo a due draghi di verde, mutili delle ali e delle branche, coronati d'oro e sostenuti dallo stesso pilastro (citato in (19)) |
|        | Sbruglio (Udine, Cormons) gallo al naturale di cui la coda a foggia di testa di basilisco di verde su argento (citato in LEOM) |

### Scac
| Stemma | Casato e blasonatura |
| ------ | --- |
|        | Scaccabarotiis (la blasonatura non è stata ancora caricata) (citato in DAlena) (Immagine nella Raccolta stemmi Trippini (JPG).) |
|        | Scaccabarozzi (Milano) (la blasonatura non è stata ancora caricata) (Immagine nella Raccolta stemmi Trippini (JPG).) |
|        | Scaccabarozzi (Milano, Cremona, Soncino) Titolo: patrizi cremonesi palato di oro e di nero - baroccio (carro) quadrato scaccato di nero e di oro con il timone dello stesso su oro - capo d'Impero (citato in LEOM) inquartato: nel primo e nel quarto palato d'oro e di nero; nel secondo e nel terzo d'oro, al carro scaccato d'oro e di nero, con il timone e le ruote di nero; il tutto sotto un capo d'oro, all'aquila di nero, coronata del campo (citato in BLCR) Immagine in Blasonario Cremonese (archiviato dall'url originale il 6 marzo 2017). |
|        | Scaccia (Città della Pieve, Firenze) una spada e una sciabola al naturale incrociate su rosso - 3 stelle (6 raggi) di oro poste in fascia su azzurro in capo - trangla di argento (citato in LEOM) |
|        | Scaccia Alberti (Città della Pieve, Firenze) una spada e una sciabola al naturale incrociate su rosso - 3 stelle (6 raggi) di oro poste in fascia su azzurro in capo (della prima partizione) - trangla di argento - monte a 3 cime uscente dalla punta sormontato da - un sole raggiante tutto di oro su azzurro - aquila bicipite di nero coronata all'imperiale di oro su oro in capo (della seconda partizione) (citato in LEOM) |
|        | Scacciati (Firenze) D'azzurro, al leone d'oro caricato di una fascia d'argento sovraccaricata della croce di rosso, e addestrato da tre stelle a otto punte d'oro, ordinate in palo (citato in (19)) |
|        | Scacceri (Pisa) Di rosso, a tre spade basse d'argento, poste in banda e ordinate l'una sull'altra (citato in (19)) |
|        | Scacciati (Toscana) (DE) In Blau 1 goldener Löwe mit 1 mit 1 roten Kreuz belegten silbernen Bauchbinde, und rechts dem Schildrand nach begleitet von 3 achtstrahligen goldenen Sternen (citato in KHIF) |

### Scaf
| Stemma | Casato e blasonatura |
| ------ | --- |
|        | Scaffa (Beinette) Uno scudo ondato d'argento e di azzurro con una conchiglia nel mezzo fatta a guisa di nave in cui si nasconde il naviglio (citato in (23)) |
|        | Scaffa (Casteldelfino, Busca, Venasca, Vercelli, Torino) Titolo: nobili Fasciato ondato di sei pezzi, d'azzurro e d'argento, al nauplio attraversante, al naturale, sostenuto dalla conchiglia flottante dello stesso Motto: In utrumque gratum (citato in (23)) |
|        | Scaffucci (Siena) Troncato: nel 1° d'oro, al leone di nero nascente dalla partizione; nel 2° scaccato dei due smalti (citato in (19)) |

### Scag
| Stemma | Casato e blasonatura |
| ------ | --- |
|        | Scagia o Scaglia (Ovada) D'azzurro, a due bande in divisa d'oro, inframmezzate da un leone passante d'argento (citato in (34)) |
|        | Scaglia (Biella) Titolo: marchesi di Caluso, Mosso S.ta Maria, Tronzano; conti di Brozolo, Brusasco, Cavaglià, Marcorengo, Ormea, Osasio, S. Raffaele, Sostegno, Verolengo, Verrua; baroni di Carpenetto; signori di Andoglio, Castino, Cessole, Cocconito, Mongrando, Piatto, Roccaverano, Salussola, S. Raffaele; consignori di Barone, Candelo, Castelletto Uzzone, Cocconato, Cortemiglia, Gaglianico, Mattie, Mazzè, Rosignano, Scarnafigi D'argento, alla croce, accantonata da quattro rombi, il tutto di nero Motto: Nosce te ipsum (citato in (23)) |
|        | Scaglia (Genova) Titolo: signori di Pozzolo Formigaro D'azzurro, a due fasce d'oro, quella inferiore sostenente un leone passante, d'oro (citato in (23)) |
|        | Scagliati (Pisa) Scagliato di... e di..., al capo di... (citato in (19)) |
|        | Scaglieri o Scalier (Villefranche) Titolo: consignori di Castelnuovo Di rosso, alla scalinata di cinque gradini, d'oro, muovente dal lato destro, con il capo d'azzurro, carico di tre stelle, d'oro alias Trinciato gradinato di sette pezzi, d'argento e di rosso, murato di nero, con il capo d'azzurro, carico di tre stelle, d'oro, ordinate in fascia alias Di porpora, al leone d'oro, con sette filetti di nero, posti in banda e attraversanti Motto: Scanditur ad sidera (citato in (23))                                                          |
|        | Scaglione (Cosenza) Bandato d'argento e di rosso (citato in DAlena e in BLCL) |
|        | Scaglione o Scalione (Ivrea) Squamato di rosso e d'argento, con il capo d'oro, carico di un'aquila coronata, di nero Motto: Leyd und meyd (citato in (23)) |
|        | Scaglione (Sicilia) partito: nel 1° d'azzurro, al leone d'oro; nel 2° d'argento, a tre bande di rosso ed una grù al naturale colla sua vigilanza, soprastante sul tutto (citato in Mango e in (28)) Notizie storiche in Famiglie nobili di Sicilia. |
|        | Scaglione (Napoletano) (la blasonatura non è stata ancora caricata) (citato in (26)) |
|        | Scaglioso (Tortona) Troncato d'azzurro e d'argento, al leone d'oro, tenente con le zampe anteriori e con la posteriore destra un ramo, di verde (citato in (23)) |

### Scal
| Stemma | Casato e blasonatura |
| ------ | --- |
|        | Scala (Firenze) D'oro, alla scala di tre pioli d'azzurro, posta in banda alias D'oro, alla scala di tre pioli d'azzurro, posta in banda, la scala sormontata dalle insegna pontificie poste in capo (citato in (19)) |
|        | Scala (Toscana) (DE) In Gold 1 schräggelegte siebensprossige blaue Leiter (citato in KHIF) |
|        | Scala (Ivrea) Titolo: conti di Casaleggio Trinciato d'azzurro e di verde, alla scala d'argento, di sette piuoli, posta in banda sulla partizione, accompagnata da due stelle d'oro (citato in (23)) |
|        | Scala o Von Scala (Sinio (Austria), Vienna (Austria)) scala a 4 pioli di oro posta in palo sostenuta da - 2 leoni di argento controrampanti tutto su azzurro (citato in LEOM) |
|        | Scala (Cesena) (la blasonatura non è stata ancora caricata) (citato in BLCW) Immagine in Blasone Cesenate. |
|        | Scalambro o Iscalambro (Siracusa, Lentini, Catania) Titolo: barone di S. Giuliano, Casale, Serravalle, Gazzi, Poggi, Pozzilli, Pozzi, Margi, Torretta inquartato: nel 1° e 4° d'azzurro, con una scala d'oro alta in palo, sormontata da un giglio dello stesso; nel 2° e 3° a quindici punti di scacchiere d'oro e di rosso (citato in Mango e in (28)) Corona di barone Notizie storiche in Famiglie nobili di Sicilia. |
|        | Scalamonti (Ancona) fasciato ondato di oro e di azzurro (8 pezzi) (citato in LEOM) |
|        | Scalandroni (Firenze) D'azzurro, alla croce di sant'Andrea doppiomerlata d'oro, in genere scorciata, accompagnata in capo da una stella a otto punte dello stesso (citato in (19)) |
|        | Scalea (la blasonatura non è stata ancora caricata) (citato in DAlena) |
|        | Scalera (Molise) (la blasonatura non è stata ancora caricata) (citato in DAlena) |
|        | Scalesi o Scalisi (Messina) d'azzurro, al gallo d'oro, posto sopra un terreno di verde, sormontato dal sole del secondo, orizzontale a destra (citato in Mango) |
|        | Scalfa (Alessandria) Di [...], a tre fasce di rosso, la superiore sostenente un'aquila di [...] (L'arma è poco leggibile e potrebbe anche leggersi fasciato di rosso e di [...], con il capo di [...], carico di un'aquila di [...]) (citato in (23)) |
|        | Scalfaro (Catanzaro) Titolo: barone, nobile dei baroni troncato: 1° d'azzurro al braccio armato d'oro reciso, tenente con la mano una spada d'argento, col capo scaccato d'argento e rosso; nel 2° di oro alla ghirlanda d'olivo di verde al libro al naturale (citato in (24)) braccio armato di oro reciso uscente da destra afferrante con la mano di carnagione una spada posta in banda di argento su azzurro - ghirlanda formata da 2 rami di olivo di verde racchiudenti - un libro posto in palo al naturale su oro - scaccato di argento e di rosso (3file) in capo (citato in LEOM) |
|        | Scali d'azzurro alla scala di tre piuoli d'oro, col capo d'Angiò (citato in (4) – Vol. II pag. 71) |
|        | Scali (Firenze, Pistoia) D'azzurro, al monte di tre cime di verde, cimato da una scala di sei pioli d'oro, sostenuta da due leoni dello stesso (citato in (19)) 2 leoni controrampanti di oro posti su monte a 3 cime di verde uscente dalla punta afferranti con le zampe anteriori una scala a 6 pioli di oro tutto su azzurro (citato in LEOM) |
|        | Scali (Firenze) D'azzurro, alla scala di tre pioli d'oro (citato in (19)) (DE) In Blau 1 dreisprossige goldene Leiter (citato in KHIF) |
|        | Scalier (Nizza) scalinato a destra di 7 pezzi d'argento e di rosso, al capo d'azzurro con tre stelle d'oro ordinate in fascia (citato in (2) – pag. 475 e in DAlena) |
|        | Scalini (Marradi, Firenze) D'azzurro, alla scala di quattro pioli d'oro (citato in (19)) scala a 4 pioli di oro posta in palo su azzurro (citato in LEOM) (DE) In Blau 1 viersprossige goldene Leiter (citato in KHIF) |
|        | Scalmana (Barghe, Bione) d'argento alla scala posta in banda (citato in Piovanelli) |
|        | Scalvini (Brescia) d'oro, alla sfinge di fronte alata e caudata di verde, movente da un monte dello stesso (citato in (2) – pag. 493 e in DAlena) |

### Scam
| Stemma | Casato e blasonatura |
| ------ | --- |
|        | Scamarra (Toscana) (DE) In Silber 1 blauer Schräglinksbalken, belegt mit 2 achtstrahligen goldenen Sternen, begleitet oben von 1 golden strahlenden gesichteten roten Sonne, unten von 1 zweitürmigen roten Burg über grünem Boden (citato in KHIF) |
|        | Scamarri (Firenze) D'argento, alla sbarra d'azzurro caricata di due stelle a sei punte d'oro, e accompagnata in capo da un sole di rosso raggiante d'oro, e in punta da un castello turrito di due pezzi di rosso, aperto e finestrato del campo, fondato nel mare al naturale (citato in (19)) |
|        | Scammacca (Catania, Siracusa, Lentini) partito: al 1º d'oro, a due leoni rossi coronati, affrontati, sorreggentisi con le zampe anteriori, sostenuti da un monte di tre cime, anch'esso di rosso; al 2º d'azzurro, a nove bisanti d'oro, posti 1, 2, 3, 2, 1 (citato in Mango) |
|        | Scammacca (Catania) Titolo: nobile dei baroni della Bruca e di Crisciunà partito: nel primo di rosso a due leoni coronati affrontanti, sorreggendosi con le branche anteriori su di un monte di tre cime, il tutto d'oro; nel secondo d'azzurro a nove bisanti ordinati 1,2,3,2,1 (citato in (24) e in (28)) 2 leoni controrampanti coronati di oro su monte a 3 cime dello stesso uscente dalla punta su rosso - 9 palle di oro poste a forma di fuso (1,2,3,2,1) su azzurro (citato in LEOM) Notizie storiche in Famiglie nobili di Sicilia.                        |
|        | Scammacca (Catania) Titolo: cavaliere, nobile; barone del Murgo, Bruca, Crisciunà; duca; principe di Lercara, Casalmonaco d'oro al monte uscente dalla punta dello scudo, sostenente due leoni coronati, controrampanti, il tutto di rosso (citato in (24)) d'oro, con un monte di tre cime di rosso sormontato da due leoni affrontati e controrampanti del medesimo (citato in (28)) monte uscente dalla punta sostenente - 2 leoni controrampanti coronati tutto di rosso su oro (citato in LEOM) Corona di barone Notizie storiche in Famiglie nobili di Sicilia. |
|        | Scamonatti (Firenze) D'azzurro, alla fascia di rosso caricata di tre stelle a sei punte d'oro, accompagnata in capo da un sole raggiante dello stesso, e in punta da un frutto di cedro d'oro, fogliato di verde (citato in (19)) |

### Scan
| Stemma | Casato e blasonatura |
| ------ | --- |
|        | Scanagatta o Scannagatta (Torino) gatta al naturale passante sulla trinciatura del - trinciato di azzurro e - palato di rosso e di oro - la gatta è trafitta da una spada di argento posta in sbarra e sormontata da - 3 gigli di oro posti in fascia in alto su azzurro (citato in LEOM) |
|        | Scanasetta (Cesena) (la blasonatura non è stata ancora caricata) (citato in BLCW) Immagine in Blasone Cesenate. |
|        | Scanderbech o Scanderbeg o Castriota Scanderbech (Auletta, Napoli) 2 leoni controrampanti di oro afferranti 2 spade incrociate di argento accompagnati in punta da - un massacro di bue di oro tutto su scudetto di azzurro su - aquila bicipite di nero ali abbassate (volo) coronata su ambo le teste di oro su oro - cimata da una punta di azzurro uscente dal capo e dalla partizione caricata da una stella (6 raggi) di oro - croce di Gerusalemme (citato in LEOM) |
|        | Scandurra (Spagna, Catania, Palermo) Titolo: barone di Salsetta e Montagna d'azzurro a due leoni d'oro affrontanti sostenenti con le branche anteriori uno spadone d'argento dall'elsa d'oro, sormontato da tre stelle d'argento (citato in (24)) 2 leoni controrampanti di oro tenenti con le zampe anteriori una spada di argento posta in palo punta al basso guernita di oro su azzurro - 3 stelle (6 raggi) di argento poste in fascia in alto su azzurro (citato in LEOM) alias d'azzurro, ad uno spadone a due mani d'argento, in palo, la punta all'ingiù, sormontata da tré stelle di sei raggi dello stesso, ordinate in fascia, con un crescente pure d'argento, rovesciato, attraversante alle sommità delle lame sotto il manico, e tenuto con le zampe anteriori destra e sinistra rispettivamente da due leoni d'oro affrontati lateralmente allo spadone, con una striscia bianca svolazzante in fascia sotto la punta di detto scudo, caricato del motto Scander scritto a lettere romane di nero (citato in (28)) Esso scudo sormontato da elmo d'acciaio chiuso, liscio in pieno profilo a destra ornato di cercine e svolazzi d'oro e di argento Motto: Scander Notizie storiche in Famiglie nobili di Sicilia. |
|        | Scandurra (Spagna, Siracusa) Titolo: barone di Sant'Elia, Pira partito: 1° d'oro a due leoni affrontanti, frammezzato da un'alabarda di nero, impugnanti quello di destra una spada insanguinata, quello di sinistra uno sperone di nero, sormontato da tre stelle d'azzurro; 2° d'oro alla banda d'azzurro (citato in (24)) partito: nel 1° d'oro, a due leoni affrontati, impugnanti quello di destra una spada insanguinata e quello di sinistra una rotella insanguinata, incrociata ad un'alabarda, il tutto di nero, sormontati da tre stelle d'azzurro, ordinate in fascia nel capo; nel 2° d'oro, alla banda d'azzurro (ramo S. Elia di Siracusa) (citato in Mango e in (28)) 2 leoni controrampanti impugnanti una alabarda una spada insanguinata e una speronella pure insanguinata tutto di nero su oro - 3 stelle (5 raggi) di azzurro poste in fascia in alto su oro - banda di azzurro su oro (citato in LEOM) alias D'azzurro, a due leoni affrontati contra-rampanti ad una spada d'argento, manicata d'oro, la punta all'ingiù, accompagnata nel capo da tre stelle d'argento, ordinate in fascia (ramo Scandurra d'Epiro) (citato in Mango e in (28)) Elmo di nobile antico con lambrequini volanti d'oro, d'azzurro e di nero Motto: Intacta Notizie storiche in Famiglie nobili di Sicilia. Ulteriori notizie storiche in Famiglie nobili di Sicilia. |
|        | Scannapieco Capece Minutolo Correale (Catania) Titolo: principe di Collereale, barone di Callari e Baccarati, di Ogliastro, di Patti e della Terza Dogana partito: al 1°) d'oro, al bufalo di rosso, fermo sulla campagna di verde, al capo tagliato di azzurro e d'oro, l'azzurro caricato di tre crescenti montanti d'argento, posti in fascia (Scannapieco); al 2°) di rosso,al leone rampante di vaio, armato e coronato di oro (Capece Minutolo) Motto: Gradatim ascensitur ad alta (citato in (24)) |
|        | Scannasorice (Napoletano) (la blasonatura non è stata ancora caricata) (citato in (26)) |
|        | Scano (Sorso, Sassari, Ittiri, Torralba, Cagliari) D'azzurro al mastio torricellato di 3 torri ed una scala per accedervi; il tutto d'argento, il mastio aperto e finestrato di nero, sostenuto da due leoni d'oro affrontati e controrampanti ed accostati da 4 rami di palma di verde, due per parte in banda (citato in DAlena) castello a 3 torri la centrale più alta merlato alla guelfa di argento aperto e finestrato di nero con una scala per accedervi di argento a 5 pioli posta in palo tenuto in alto da - 2 leoni controrampanti di oro - 4 foglie di palma di verde poste ai lati del castello 2 in banda e 2 in sbarra tutto su azzurro (citato in LEOM) |

### Scap
| Stemma | Casato e blasonatura |
| ------ | --- |
|        | Scapinelli (Reggio Emilia, Roma, Ravenna, Desenzano del Garda, Milano leone rampante di oro tenente con la destra una penna di argento e con la sinistra una calamaio dello stesso su rosso - aquila di argento coronata di oro su azzurro in capo - trangla di oro (citato in LEOM) |
|        | Scapitta (Valenza Po) Titolo: consignori di Monforte Partito, al 1° d'argento, alla sbarra troncata cuneata d'azzurro e d'oro, al 2° di rosso, alla testa di moro, al naturale, bandata d'oro, accompagnata in capo e punta da due gigli, d'oro (citato in (23)) |
|        | Scapitta (Valenza Po) Titolo: nobili (di Ferentino, di Montalto) Partito, al 1° d'argento, alla sbarra d'azzurro, carica di un tronchetto d'oro, al 2° di rosso, alla testa di moro, al naturale, bandata d'argento, accompagnata in capo e punta da due gigli, d'oro (citato in (23)) tronchetto di oro su sbarra di azzurro su argento - testa di moro al naturale di profilo attorcigliata di argento accompagnata da - 2 gigli di oro posti in palo tutto su rosso (citato in LEOM) |
|        | Scappi (Bologna) troncato di nero e d'argento, alla bordura di rosso bisantata d'oro (citato in (8) – pag. 685) |
|        | Scappi (Bologna) troncato d'azzurro e d'argento, alla bordura di rosso bisantata d'oro (citato in (8) – pag. 685) |

### Scar
| Stemma | Casato e blasonatura |
| ------ | --- |
|        | Scarabelli (Parma) aquila di nero su oro - stella (8 raggi) di oro su rosso (citato in LEOM) |
|        | Scarafoni (Città di Castello) monte a 3 cime di oro uscente dalla troncatura sull'azzurro del - troncato di azzurro e - sbarrato di rosso e di argento - 4 scarafaggi di nero posti in sbarra 1,2,1 sull'argento dello sbarrato di rosso e di argento (citato in LEOM) |
|        | Scaramang (Trieste) 3 gigli di argento posti 2,1 su azzurro - colonna spezzata di rosso accollata da un serpente di verde testa verso sinistra su - filetto in fascia di nero su oro - piccolo monte di argento uscente dalla punta accompagnato da -2 api una in sbarra e una posta in banda dello stesso viste di dorso su azzurro (citato in LEOM) |
|        | Scarampi (Asti) Titolo: marchesi di Borgo S. Martino, Canelli, Loazzolo, Mioglia, Montaldo Scarampi, Prunetto e Levice, Villanova Monferrato; conti di Brusaschetto, Camino, Castel S. Pietro, Rive, Solonghello; baroni di Nus; signori di Bruno, Cairo Montenotte, Castelrocchero, Cessole, Gabiano, Mombarone, Mombercelli, Monale, Monastero, Montechiaro, Rhins, Roccaverano, Torre Uzzone, Torrione, Vesime, Viale; consignori di Agliano Alice Belcolle, Altare, Belvedere, Bergolo, Borgomale, Bubbio, Carcare, Cassinasco, Castelletto Uzzone, Castino, Cinzano, Cortanze, Cortemiglia, Denice, Gorrino, Lu, Mombarcaro, Moncucco, Montaldo Roero, Pogliano, Redabue, Rocchetta Belbo, Rocchetta Palafea, S. Giorgio, Sessame, Vinchio D'oro, a cinque pali, di rosso Motto: Modus et ordo - I recte (citato in (23)) |
|        | Scarampi (Asti) di rosso, a cinque pali d'oro (Immagine nella Raccolta stemmi Trippini (JPG).) |
|        | Scarampi (Casale) di rosso, a cinque pali d'oro (Immagine nella Raccolta stemmi Trippini (JPG).) |
|        | Scarampi (Toscana) (DE) In Blau 1 goldener Zwillingsschrägbalken, 3 achtstrahlige goldene Sterne umschließend und unten begleitet von 1 aus dem unteren Schildrand hervorkommenden goldenen Rad (citato in KHIF) |
|        | Scarampi o Scarampi di Villanova (Torino) bue rampante nascente dalla punta di oro su campo non identificato (citato in LEOM) |
|        | Scarampi o Scarampi di Villanova (Torino) 5 pali di rosso su oro (citato in LEOM) |
|        | Scaramucci (Firenze, Santa Maria a Monte) D'azzurro, al cercine composto d'argento e di nero, racchiudente una crocetta patente d'argento (citato in (19)) croce scorciata patente di argento contornata da - un tortiglio a 2 pendenti composto di nero e di argento tutto su azzurro (citato in LEOM) |
|        | Scaramucci (Firenze) D'argento, al cercine di rosso ripieno di verde, racchiudente una crocetta patente del campo, e accompagnato ai lati e sotto dal motto in caratteri maiuscoli di nero NE' MO' / NE' MAI / A BUON FINE (citato in (19)) |
|        | Scaramucci (Foligno) aquila al naturale ali abbassate (volo) posta su un libro chiuso di oro sormontata da - 3 stelle (6 raggi) dello stesso poste 1,2 tutto su azzurro (citato in LEOM) |
|        | Scaramucci della Vipera (Toscana) (DE) In Silber 1 ringsum mit 1 roten Binde umsäumte grüne Scheibe, belegt mit 1 silbernen Tatzenkreuz und begleitet zu beiden Seiten und unten von den Wörtern Nƒ Mƒ / Nƒ MAI / A BUONFINE (citato in KHIF) |
|        | Scarapucci (Empoli, Firenze) D'azzurro, alla branca di leone posta in banda d'oro, sormontata da una stella a otto punte dello stesso (citato in (19)) |
|        | Scaravelli o Des Escarvels (Vercelli, Torino) Titolo: signori di Bastita Torinese; consignori di Altezzano, Borgaro, Ceva, Givoletto, Lesegno, Mombello, Moriondo, Vernone D'azzurro, alla scala d'oro, di quattro pioli Motto: Bellum cum vitiis (citato in (23)) |
|        | Scardaccione (Basilicata) Titolo: Nobili di Sant'Arcangelo, Barone di Cellesse e Terlizzi troncato, al primo d'azzurro con un lambello rosso a tre pendenti accompagnato da tre stelle d'oro; nel secondo d'azzurro all'albero di verde piantato su di una collina, accostato da un leone rampante d'oro su altra collina |
|        | Scardaccione (Sant'Arcangelo, Roma, Napoletano) Titolo: nobili di Sant'Arcangelo, barone di Rapone, Castelgrande, Cellesse, Terlizzi, Rocca San Felice; conte di Sant'Andrea troncato, al primo d'azzurro con un lambello rosso a tre pendenti accompagnato da tre stelle d'oro; nel secondo d'azzurro all'albero di verde piantato su di una collina, accostato da un leone rampante d'oro su altra collina (citato in (24) e in (26)) Notizie storiche in Nobili napoletani. |
|        | Scardavi (Solarolo (RA), Faenza, San Mauro Pascoli) ramo della famiglia Scardovi Titolo: stemma partito (partitura Guelfa), nel primo d'argento a 3 scardole (scardavelle) ordinate l'una sull'altra cucito capo d'Angiò, nel secondo rosso? a torre aperta di due palchi, il primo merlato di 6 pezzi alla Ghibellina non finestrato, il secondo merlato di 5 pezzi del medesimo e finestrato di 1. |
|        | Scardovi (Bologna) Titolo: di bianco a 3 scardole (scardavelle) ordinate l'una sull'altra cucito capo d'Angiò. (citato in (36)) |
|        | Scardovini (Bologna) Ramo della famiglia Scardovi, discendenti di Scardovino Scardovi Titolo: di blu a 3 scardole (scardavelle) ordinate l'una sull'altra cucito capo d'Angiò. (citato in (36)) |
|        | Scarella o Scarello (Pieve di teco, Genova, Sanremo) Titolo: consignori di Pornassio Di rosso, al leone d'oro, con cinque filetti d'azzurro, posti in banda e attraversanti (citato in (23)) leone rampante coronato di oro attraversato da 5 bande di azzurro su rosso (citato in LEOM) |
|        | Scarella (Sicilia) di rosso, al leone d'argento, sbarrato d'oro (citato in Mango) di rosso, con un leone di argento sbarrato d'oro di cinque pezzi (citato in (28)) Lo scudo sormontato da elmo di cavaliere cimato da un leone uscente d'oro caricato da quattro sbarre cucite del medesimo Notizie storiche in Famiglie nobili di Sicilia. |
|        | Scarfantoni (Pistoia, Firenze) Trinciato merlato d'oro e d'azzurro, a due crescenti affrontati dell'uno nell'altro (citato in (19)) (DE) Gold-blau im Zinnenschnitt schräggeteilt, oben 1 schrägrechts nach unten gewendeter, unten 1 schrägrechts nach oben gewendeter Halbmond in verwechselten Tinkturen (citato in KHIF) alias Troncato merlato d'oro e d'azzurro, a due crescenti affrontati dell'uno nell'altro (citato in (19)) |
|        | Scarfantoni (Pistoia) trinciato merlato di oro e di azzurro - 2 lune di cui una capovolta di azzurro sull'oro e una montante di oro sull'azzurro (citato in LEOM) |
|        | Scarfi (Firenze) (la blasonatura non è stata ancora caricata) (citato in DAlena) |
|        | Scarioni (Prato) D'azzurro, alla banda d'oro (citato in (19)) |
|        | Scariotti (Cesena) (la blasonatura non è stata ancora caricata) (citato in BLCW) Immagine in Blasone Cesenate. |
|        | Scarlatti (Roma) D'argento, allo scaglione di rosso accompagnato da tre stelle a otto punte dello stesso, 2.1 (Immagine nell' Archivio Storico Capitolino (PDF).) |
|        | Scarlatti (Roma) scaglione di rosso accompagnato da - 3 stelle (6 raggi) di oro poste 2,1 sull'argento dell'inquartato di argento e di rosso - leone rampante coda bifida di argento coronato di oro sul rosso (citato in LEOM) |
|        | Scarlatti (Firenze) D'argento, allo scaglione di rosso accompagnato da tre stelle a otto punte dello stesso, 2.1, e al capo d'Angiò (citato in (19)) alias (DE) Unter 1 blauen Schildhaupt, darin 1 vierlätziger roter Turnierkragen, begleitet von je 1 goldenen Lilie zwischen den Lätzen (Capo d'Angiò), in Silber 1 roter Sparren, allseitig begleitet von 3 achtstrahligen goldenen Sternen (citato in KHIF) |
|        | Scarlatti (Pisa) Troncato di rosso e d'argento, a tre rose del primo nel secondo, 2.1 (citato in (19)) |
|        | Scarlatti o Scarlatti delle Stelle (Firenze) D'azzurro, allo scaglione di rosso, accompagnato da tre stelle a otto punte d'oro, 2.1, e al capo cucito d'Angiò (citato in (19)) (DE) In Blau 1 roter Sparren, allseitig begleitet von 3 achtstrahligen goldenen Sternen und oben begleitet von 1 vierlätzigen roten Turnierkragen, dieser zwischen den Lätzen begleitet von je 1 goldenen Lilie (citato in KHIF) |
|        | Scarlattini (Firenze) D'argento, allo scaglione di rosso accompagnato da tre stelle a otto punte dello stesso, 2.1 (citato in (19)) (DE) In Silber 1 roter Sparren, allseitig begleitet von 3 achtstrahligen roten Sternen (citato in KHIF) |
|        | Scarlini (Empoli) Di..., alla torre di..., cimata di un'aquila dal volo spiegato di..., talvolta accostata da due leoni affrontati di... (citato in (19)) |
|        | Scarognino (Varallo, Casale) Titolo: consignori di Lazzarone Trinciato di rosso e di nero, alla banda scaglionata di scaglioni rovesciati, alternati, d'argento, d'oro, di rosso e di nero, bordata d'argento, con il capo d'oro, carico di un'aquila, di nero alias D'argento, alla fascia troncata di rosso e di nero, e di una banda scaglionata di scaglioni alternati di rosso, di nero e d'argento (citato in (23)) |
|        | Scarpa (Bolotana, Sassari, Cagliari) D'azzurro, calzato e mattonato d'argento, l'azzurro carico di un albero al naturale nodrito nella pianura di verde (citato in DAlena) di azzurro calzato di argento mattonato di azzurro su terrazzo di verde uscente dalla punta - albero al naturale uscente dal terrazzo sull'azzurro (citato in LEOM) Motto: Nulla vestigia retrorsum |
|        | Scarpa (Chioggia) di rosso, alla scarpa rivolta di cuoio al naturale, sormontata da una croce greca potenziata di nero (citato in Araldica gentilizia (archiviato dall'url originale il 4 marzo 2016).) |
|        | Scarpelli (Pistoia, Firenze) D'azzurro, alla fascia diminuita accompagnata in capo da tre stelle a otto punte, 1.2, e in punta da una testa di leone, il tutto d'oro (citato in (19)) |
|        | Scarpettini (Firenze) Troncato: nel 1° di..., all'aquila dal volo spiegato di..., coronata di...; nel 2° di..., al leone leopardito di..., tenente la branca anteriore destra appoggiata ad una scarpa di... (citato in (19)) |
|        | Scarpi (Dalmazia, Verona) Impalato: al primo, impalato a sinistra anch'esso di argento e di rosso, diviso a scaglioni contrapposti, ciascuno dei quattro comparti caricato di una rosa contrapposta di rosso o d'argento bottonata d'oro; al secondo, d'argento tre teste nere collate di levriero, collarate di rosso, fimbriate e anellato d'oro. In capo d'azzurro tre gigli d'oro male ordinati (citato in RIET) |
|        | Scarpis (Venezia, Treviso, Conegliano) avambraccio destro di carnagione posto in palo uscente dalla troncatura del troncato di argento e di rosso afferrante una ghirlanda di alloro di verde con le bacche di rosso sull'argento (citato in LEOM) |
|        | Scarrone (Chieri, Moncalieri) Titolo: conti di Revigliasco D'oro, alla banda d'azzurro, doppio merlata Motto: Gradatim conscenditur ad alta (citato in (23)) |
|        | Scarsa o Scarsi (Ovada) Troncato: nel 1° d'oro, a tre pigne al naturale, col gambo in basso, poste 1, 2; nel 2° scaccato di quattro file d'azzurro e di rosso (citato in (34)) |
|        | Scarsella (Compiano) Troncato: nel 1° d'azzurro a 3 stelle d'oro raggiate (8); nel 2° di rosso a 3 verghette ondate d'argento (citato in DAlena) |
|        | Scarselli (Firenze, Bologna, Milano) 3 spade di argento guarnite di oro poste in banda un sull'altra inframezzate da - 16 palle di oro poste in quadrupla banda su rosso - capo d'Angiò (citato in LEOM) |

### Scas
| Stemma | Casato e blasonatura |
| ------ | --- |
|        | Scassa o Scassi (Ovada) D'azzurro, alla torre quadrata di due palchi, cimata da una colomba appollaiata e col volo alzato, il tutto al naturale, con un'ombra di sole d'oro, movente dal cantone destro del capo (citato in (34)) |
|        | Scasso (Sicilia) d'azzurro, alla torre d'oro, sormontata da un'aquila dello stesso, uscente dalla sommità fiammeggiante di rosso, accompagnata nel canton destro del capo da una luna rivoltata d'argento e nel canton sinistro da un sole figurato di rosso (citato in Mango) D'azzurro, con una torre d'oro, sormontata da un'aquila d'oro uscente dalla sommità fiammeggiante di rosso, accompagnata nel canton destro del capo da una luna rivoltata d'argento e nel canton sinistro da un sole figurato d'oro (citato in (28)) Notizie storiche in Famiglie nobili di Sicilia. |

### Scat
| Stemma | Casato e blasonatura |
| ------ | --- |
|        | Scati e Scati Grimaldi di Casaleggio (Torino, Acqui) Titolo: marchesi; conti di Caldasio, Castelrocchero, Ciglione, Toleto e Pian Castagna; signori di Pareto D'oro, alla banda di nero (citato in (23)) banda di nero su oro (citato in LEOM) Motto: Deorsum numquam              |
|        | Scatozza o Scarroza o Scarrozza (Noto) diviso (troncato): d'oro e di nero, al leone dell'uno nell'altro (citato in Mango e in (28)) Notizie storiche in Famiglie nobili di Sicilia.                                                                                                |
|        | Scattaretica (Tropea) fusato d'oro e d'azzurro; il capo d'azzurro al leone nascente d'argento (citato in BLCL) |
|        | Scattaretica (Tropea) spaccato nel primo d'azzurro al leone uscente d'oro, nel secondo scaccato di oro ed azzurro (citato in BLCL) Immagine e notizie storiche in Tropea Magazine.                                                                                                 |
|        | Scattaretica (Tropea) (LA) campum ceruleum bipartitum Leonem insurgentem subter aut(em) in forma romboida discolores aura (citato in BLCL) Immagine e notizie storiche in Tropea Magazine.                                                                                         |
|        | Scattini (Firenze) D'azzurro, a sei losanghe coricate di rosso, poste in banda, 3.2.1, accompagnate in capo da una ghirlanda d'argento alias D'azzurro, a sei losanghe coricate di rosso, poste in fascia, 3.2.1, accompagnate in capo da una ghirlanda d'argento (citato in (19)) |

### Scaz
| Stemma | Casato e blasonatura |
| ------ | --- |
|        | Scazzosi o Scazzosi Foresti o Foresti (Vercelli, Castelletto, Casale) Titolo: consignori di Castelletto, Lazzarone, Torcello D'argento, a tre scazzoli di rosso, con il capo d'oro, cucito carico di un'aquila coronata, di nero alias D'oro, a tre ancore di rosso, 2, 1, con il capo d'oro, cucito carico di un'aquila coronata, di nero alias D'azzurro, al pino di verde, nutrito nella pianura erbosa, al naturale (citato in (23)) |

### Sce
| Stemma | Casato e blasonatura |
| ------ | --- |
|        | Scebarras o Sceberras (Sicilia, Malta) Titolo: barone di Montagna di Marzo partito: nel 1° d'azzurro alla corazza sormontata da un elmo il tutto d'argento e di fronte; nel 2° troncato da una fascia d'argento carica di una fede di carnagione; sopra d'azzurro a tre stelle d'oro, sotto di rosso a tre pali ondati d'oro (citato in (24), in Mango e in (28)) corazza sormontata da un elmo tutto di argento su azzurro - fede di carnagione recisa su fascia di argento su troncato di azzurro e di rosso - 3 stelle (6 raggi) di oro poste 2,1 su azzurro - 3 pali ondati di oro su rosso (citato in LEOM) Notizie storiche in Famiglie nobili di Sicilia. |
|        | Scelvi o Selva (Cesena) (la blasonatura non è stata ancora caricata) (citato in BLCW) Immagine in Blasone Cesenate. |

### Sch
| Stemma | Casato e blasonatura |
| ------ | --- |
|        | Scheglia (Messina) di rosso, alla sbarra cucita di nero (alla semifascia destra unita con una semisbarra superiore) (citato in Mango) di rosso, con una sbarra di nero, mezzo per traverso (citato in (28)) figura formata dall'incontro di una mezza sbarra e una mezza fascia di nero su rosso (citato in LEOM) Notizie storiche in Famiglie nobili di Sicilia. |
|        | Scheibler (Milano) ariete rampante di oro su azzurro (citato in LEOM) |
|        | Scheibler (Milano) ariete passante di oro sull'azzurro del - troncato di azzurro e di nero - 3 talpe di argento passanti poste 2,1 sul nero (citato in LEOM) |
|        | Scheiner o Schinner Titolo: signore di Fara e Vespolate D'azzurro, a tre bande d'oro, con il capo di rosso (?), carico di una croce, d'argento (?) alias d'azzurro, a tre bande d'oro, con il capo del primo, carico di una croce, del secondo alias Inquartato, nel 1° e 4° troncato, di rosso, alla croce d'argento, e d'azzurro, a due bande d'oro, nel 3° e 4° di [...], al leone di [...], rivoltato (citato in (23)) |
|        | Schellini (Asti) Troncato d'argento e di rosso, a tre leoncini dell'uno nell'altro, i superiori affrontati Motto: Labore requiens (citato in (23)) |
|        | Schenardi d'argento al leone di rosso, assiso, appoggiante le zampe anteriori contro una trave scorciata, al naturale, posta in palo; nel 3º di azzurro a quattro sbarre di rosso (citato in (4) – Vol. II pag. 387) |
|        | Schenardi (Tortona) Troncato semipartito, al 1° d'oro, all'aquila coronata, di nero, al 2° d'argento, al monte di verde, accompagnato da tre stelle, di rosso, male ordinate, al 3° bandato d'oro e di rosso (citato in (23)) |
|        | Scherer (Torino) D'oro, al cervo di rosso, reciso Motto: Oppressos spes nutrit (citato in (23)) |
|        | Scherlati (Pisa) Di rosso, a tre alberi sradicati di verde, ordinati l'uno di fianco all'altro (citato in (19)) |
|        | Schermi (Siena) Di..., allo scaglione di..., accompagnato da tre rose di..., 2.1 (citato in (19)) |
|        | Schermini (Firenze) Di..., a tre spade di..., appuntate sulle tre cime superiori di un monte di sei cime di... (citato in (19)) |
|        | Schettini Titoli: Nobili di Terlizzi e Andria originari di Limoges Partito; nel 1 d'ermellino pieno,nel 2 di rosso a tre teste di leone d'oro, 2e1,le prime due addossate;alla bordura di 38 d'ermellino, armato di una spada d'argento e di una lingua di fuoco di rosso (Citato in (10) - Vol II pag 1542 e (11) - pag 1842) Motto: Nec ferro nec igne |
|        | Schiaffina o Schiaffino (Ovada) D'azzurro, al leone rivoltato coronato d'oro, tenente tra le branche una mazza d'armi dello stesso posta in palo, con una sbarra di verde, attraversante sul tutto (citato in (34)) |
|        | Schianteschi (Sansepolcro, Firenze) D'oro, all'aquila dal volo abbassato di nero, coronata del campo e posata sulla fascia diminuita, abbassata e attraversante d'argento (citato in (19)) |
|        | Schianteschi (Toscana) (DE) In Gold 1 schwarzer Adler, überhöht von 1 silbernen Krone, auf 1 erniedrigten silbernen Balken sitzend und von diesem überdeckt (citato in KHIF) |
|        | Schiara o Schiarra o Sciarra o Schiara Maccebel (Felizzano) Titolo: consignori di Burio D'oro, a cinque foglie di sega, di nero, poste in banda, con il capo d'azzurro, carico di tre occhi, al naturale, ordinati in fascia alias D'oro, a cinque foglie di sega, d'argento, cucite, poste in banda, con il capo d'azzurro, carico di tre occhi, al naturale, ordinati in fascia Motto: In sulco serens eram (citato in (23)) |
|        | Schiaratura scaccato di rosso e di argento, col capo d'oro, carico di un'aquila, coronata di nero alias nel 1° e nel 4° scaccato di rosso e di argento, col capo d'oro, carico di un'aquila, coronata di nero; 2° e nel 3° partito di azzurro e d'oro alla torre di due palchi dell'uno all'altro La famiglia è inscritta nel Libro d'Oro della Nob. Ital. e nell'Elenco Uff. Nob. Ital. col Titolo di Conte (mpr.). |
|        | Schiari (Viù) Titolo: nobili Scaccato di rosso e di argento, con il capo d'oro, carico di un'aquila coronata, di nero (citato in (23)) |
|        | Schiari Riccardi (Viù, Torino) Titolo: conti Inquartato, al 1° e 4° di Schiari, al 2° e 3° partito d'azzurro e d'oro, alla torre, munita di torricella, dell'uno nell'altro (Riccardi) (citato in (23)) scaccato di rosso e di argento - aquila coronata di nero su oro in capo (sul 1° e 4° quarto) - torre a un palco merlata alla guelfa uscente dalla partizione e dalla punta partita di oro e di azzurro su partito di azzurro e di oro (su 2° e 3° quarto) (citato in LEOM) Motto: Oculi miei semper ad Dominum |
|        | Schiattesi (Firenze) D'oro, al leone d'azzurro accompagnato in punta da una pera di rosso, picciolata e fogliata di verde, posta fra le branche posteriori del leone (citato in (19)) |
|        | Schiattini (Sicilia) Titolo: marchese di S. Elia; duca d'azzurro, con tre croci di s. Andrea d'oro allineate in fascia, accompagnate da sei stelle di oro poste 3 nel capo e 3 nella punta (citato in (28)) Corona di duca Notizie storiche in Famiglie nobili di Sicilia. |
|        | Schiavi (Tortona) Troncato d'argento e d'azzurro, a due schiavi neri, addossati a un albero, al naturale, e incatenati in alto con collare e catena alla base dei primi rami (citato in (23)) |
|        | Schiavina (Cesena) (la blasonatura non è stata ancora caricata) (citato in BLCW) Immagine in Blasone Cesenate. |
|        | Schiavo (Molfetta) spaccato, d'argento e d'azzurro, a 2 schiavi negri sul tutto, nudi e legati, con catena e collare, ai primi rami di un pino al naturale piantato su una campagna di verde (citato in ) |
|        | Schiavon (Chioggia) (la blasonatura non è stata ancora caricata) (citato in Araldica gentilizia (archiviato dall'url originale il 4 marzo 2016).) |
|        | Schiedi (Cesena) (la blasonatura non è stata ancora caricata) (citato in BLCW) Immagine in Blasone Cesenate. |
|        | Schiedi (Cesena) (la blasonatura non è stata ancora caricata) (citato in BLCW) Immagine in Blasone Cesenate. |
|        | Schilini (Palazzolo sull'Oglio, Calvisano) di rosso al leone rampante d'argento fasciato di nero (citato in Piovanelli) |
|        | Schimar (Francia) Di rosso col volo abbassato d'oro (citato in DAlena) |
|        | Schina (Carignano) Troncato, di rosso, all'aquila coronata, di nero, cucita, al 2° d'azzurro, alla stella (8) d'oro alias Troncato, di rosso, all'aquila coronata, di nero, cucita, accostata da due colombe d'argento, affrontate, al 2° d'azzurro, alla stella (8) d'oro (citato in (23)) |
|        | Schinchinelli (Cremona) Titolo: marchesi di Cella Parmigiana, conti di Casalbuttano d'azzurro, alla croce di rosso, accantonata nel primo e nel quarto di un crescente d'argento, e nel secondo e nel terzo di una stella di otto raggi d'oro (citato in BLCR) Immagine in Blasonario Cremonese (archiviato dall'url originale il 6 marzo 2017). |
|        | Schininà (Ragusa, Ginevra (Svizzera)) Titolo: marchese di Sant'Elia, barone di San Filippo di Ragusa, Monte, nobile dei marchesi d'azzurro alla cometa ondeggiante, sormontata da un giglio il tutto d'oro (citato in (24) e in Mango) d'azzurro, alla cometa posta in palo e sormontata da un giglio, il tutto d'oro (citato in (28)) cometa ondeggiante in palo sormontata da un giglio tutto di oro su azzurro (citato in LEOM) Notizie storiche in Famiglie nobili di Sicilia. |
|        | Schinosi (Benevento) Titolo: patrizio di Benevento d'azzurro alla banda d'oro accompagnata in capo da una stella d'oro ed in punta da una colonna d'argento (citato in (24)) banda di oro su azzurro - stella (6 raggi) di oro in alto a destra - colonna di argento in basso a sinistra (citato in LEOM) |
|        | Schinoso (Cosenza) D'azzurro alla banda d'oro accompagnata in capo da una stella d'argento ed in punta da una colonna dello stesso (citato in DAlena e in BLCL) |
|        | Schinoso (Molfetta) d'azzurro, alla banda d'oro, accompagnata in capo da una stella di 6 raggi d'argento, e in punta da una colonna dello stesso (citato in ) |
|        | Schioppo (Verona, Venezia) 3 palle poste 2 di argento sull'incappato di nero su argento e una di nero sull'argento (citato in LEOM) |
|        | Schipani (Napoli, Sicilia, Vibo Valentia (Monteleone)) Titolo: nobili d'azzurro al braccio di carnagione alla destra dello scudo tenente una spiga di frumento d'oro (citato in (24), in (26) e in ) |
|        | Schipani (Napoletano) (la blasonatura non è stata ancora caricata) (citato in (26) e in (28)) Notizie storiche in Famiglie nobili di Sicilia. |
|        | Schipani (Napoli) braccio sinistro di carnagione uscente da sinistra tenente una spiga di grano di oro posta in palo tutto su azzurro (citato in LEOM) |
|        | Schipani (Sicilia) braccio destro di carnagione uscente da sinistra tenente una spiga di grano di oro posta in palo tutto su azzurro (citato in LEOM) |
|        | Schippisi (Pisa) d'oro, al fuso in abisso accompagnato da tre rose, disposte due in capo e una in punta, il tutto di rosso (citato in (4) – Vol. III pag. 312) D'oro, al fuso da filare posto in palo al naturale, accompagnato da tre rose di rosso, 2.1 (citato in (19)) |
|        | Schirlei palato d'oro, e d'azzurro, al canton franco d'armellino (citato in (5) – pag. 114) |
|        | Schittini o Schiattini (Palermo) d'azzurro, a tre decussi d'oro, allineati in fascia, accompagnati da sei stelle d'oro, poste tre nel capo e tre nella punta (citato in Mango) |
|        | Schizzati (Parma) fascia di rosso su troncato di azzurro e di oro - 3 stelle (8 raggi) di oro poste 1,2 sull'azzurro - 3 gigli di rosso posti 2,1 sull'oro (citato in LEOM) |
|        | Schizzati (Parma) fascia di argento su azzurro - 3 stelle (6 raggi) di oro poste 1,2 in alto su azzurro - giglio di oro posto in basso su azzurro (citato in LEOM) |
|        | Schizzi (Cremona) troncato: sopra d'oro all'aquila di nero bicipite; sotto triangolato di rosso e d'argento di cinque file (citato in (4) – Vol. II pag. 617) (Immagine nella Raccolta stemmi Trippini (JPG).) |
|        | Schizzi (Cremona) triangolato di rosso e di argento (3file) - aquila bicipite di nero su oro in capo (citato in LEOM) |
|        | Schizzi (Cremona) Titolo: conti di Casteldidone, signori, poi conti di Salizzole, patrizi veneti, patrizi cremonesi scaccato a triangoli di rosso e d'argento, al capo d'oro, caricato dell'aquila bicipite dell'Impero (citato in BLCR) Immagine in Blasonario Cremonese (archiviato dall'url originale il 6 marzo 2017). |
|        | Schmid (Lucca) Inquartato: nel 1° e 4° d'azzurro, alla mosca montante d'oro; nel 2° e 3° d'argento, a tre sbarre di verde, sul tutto di rosso, al giglio d'oro (citato in (19)) |
|        | Schmid giglio di argento su scudetto di rosso su - ape di oro vista di dorso su azzurro - 3 sbarre di azzurro su argento (citato in LEOM) |
|        | Schmid o Schmit struzzo di argento fermo su rosso (citato in LEOM) |
|        | Schmit 2 martelli incrociati di oro su azzurro (citato in LEOM) |
|        | Schmucker (Lucca) Inquartato: nel 1° e 4° d'azzurro, al tronco d'albero secco d'oro, nodrito sulla campagna dello stesso e sostenuto da due leoni d'argento; nel 2° e 3° di rosso, al leone d'oro attraversato da un'oca passante d'argento, l'uno e l'altra poggianti sulla campagna d'oro (citato in (19)) |
|        | Schmucker (Roma, Austria) tronco di albero al naturale sradicato e sorretto da - 2 leoni controrampanti dello stesso su oro - banda di rosso su leone rampante coronato di oro su azzurro - leone rampante nascente di oro su rosso - anatra ferma al naturale su azzurro (citato in LEOM) |
|        | Schneiderff (San Miniato, Fiesole) Di rosso, al destrocherio armato al naturale, impugnante una spada alta d'argento, guarnita d'oro; e al capo appuntato d'azzurro, caricato di tre stelle a otto punte d'oro alias Partito: nel 1° d'azzurro, al destrocherio armato al naturale, impugnante una spada alta d'argento, guarnita d'oro, sormontato da tre stelle a otto punte dello stesso, ordinate in capo; nel 2° partito, a/ troncato d'argento e di nero, b/d'oro, a tre bande di rosso, e sul tutto d'azzurro, caricato della fascia d'oro accompagnata da tre rocchi di scacchiere dello stesso e con il capo d'Angiò alias D'argento, alla banda di rosso, caricata di una stella a sei punte d'oro e accompagnata in capo da due stelle a sei punte dello stesso, e in punta dal destrocherio armato al naturale, impugnante una spada alta d'argento (citato in (19)) |
|        | Schneiderff (Firenze) 3 stelle (8 raggi) di oro poste 1,2 sull'azzurro del - troncato in scaglione rovesciato di azzurro e di rosso - braccio destro armato uscente da destra afferrante con la mano di carnagione una sciabola di argento posta in sbarra su rosso - fascia di oro accompagnata da - 3 rocchi di scacchiere dello stesso posti 2,1 su scudetto di azzurro il cui capo è d'Angià su - troncato di argento e di nero - 3 bande di rosso su oro (citato in LEOM) |
|        | Schneiderff (Firenze) 3 stelle (8 raggi) di oro poste 1,2 sull'azzurro del - troncato in scaglione rovesciato di azzurro e di rosso - braccio destro armato uscente da destra afferrante con la mano di carnagione una sciabola di argento posta in sbarra su rosso (citato in LEOM) |
|        | Schulthaus (Lavis) 2 leoni rampanti alla tedesca (nel 1° e 4° quarto) trinciati di argento e di azzurro su trinciato di rosso e di argento coronati di oro con la coda bifida tenenti nelle zampe anteriori una clava di oro - fascia di argento accompagnata da - 3 lune rovesciate dello stesso poste 2,1 su rosso (citato in LEOM) |

### Sci
| Stemma | Casato e blasonatura |
| ------ | --- |
|        | Sciacca o Xacca (Ucria, Patti, Noto, Palermo, Girgenti) Titolo: barone di Galteri, Vigliatore d'azzurro alla campagna d'argento caricata di tre stelle in fascia di rosso; al pino al naturale, sostenente un'aquila rivoltata e sostenuta a sinistra al tronco da un leone, il tutto d'argento (citato in (24) e in Mango) d'azzurro, alla campagna d'argento caricata di tre stelle (8) di rosso ordinate in fascia, ed un pino nodrito nella campagna, sostenuto a sinistra ed al tronco da un leoncino, e sostenente un'aquila rivoltata, il tutto d'argento (citato in (28)) d'azzurro, con un leone rampante ad un albero cimato da un'aquila nascente il tutto d'argento, e la campagna del secondo caricata da tre stelle di rosso ad otto raggi (citato in (28)) alias d'azzurro, alla colonnetta d'argento, movente dalla punta, accompagnata nel capo da tre stelle d'oro (citato in Mango e in (28)) Corona di barone Notizie storiche in Famiglie nobili di Sicilia. Ulteriori notizie storiche in Famiglie nobili di Sicilia. Altre notizie storiche in Famiglie nobili di Sicilia. |
|        | Sciacca della Scala (Ucria, Patti) albero di pino uscente dalla campagna di argento cimato da aquila rivolta dello stesso su azzurro - leone rampante contro il pino di argento su azzurro - 3 stelle (8 raggi) di rosso poste in fascia su campagna di argento (citato in LEOM) |
|        | Sciaccaluga (Ovada) Di rosso, a due leoni affrontati d'oro, sostenuti da una campagna di verde, tenenti un grappolo di uva, fruttato al naturale (citato in (34)) |
|        | Sciamanna (Montefalco) (la blasonatura non è stata ancora caricata) (citato in Degli Abbati) |
|        | Sciamanna (Terni) albero di quercia sradicato di verde attraversato da - un elmo di profilo di argento tutto su oro - 3 bande ondate di azzurro su argento (citato in LEOM) |
|        | Sciancati (Pisa) Palato di sei pezzi d'oro e di verde alias D'oro, a tre pali di verde (citato in (19)) |
|        | Scianni (Tropea) in campo azzurro nel mezzo forma di carcere dentro un leone di oro e sopra due stelle d'argento (citato in BLCL) Immagine in Tropea Magazine. |
|        | Scianni (Tropea) (LA) campum ceruleum in medio formam carceris, intus Leonem aureum et desuper due stelle argentee (citato in BLCL) Notizie storiche in Tropea Magazine. |
|        | Sciarelli (Siena) D'azzurro, alla pianta di rosaio di verde, fiorita di tre pezzi di rosso, nodrita su un monte di sei cime di nero (citato in (19)) |
|        | Sciarelli (Siena) monte a 6 cime di argento cimato da pianta di rose al naturale fiorita di 3 pezzi di rosso su azzurro (citato in LEOM) |
|        | Sciascia o Xaxa (Sicilia) Titolo: barone di S. Carlo d'azzurro, con una croce d'oro piantata sul monte di tre cime del medesimo, accompagnata da un albero di cipresso e da un albero di palma al naturale, e nel capo da tre gigli d'oro allineati in fascia (citato in (28)) Corona di barone Notizie storiche in Famiglie nobili di Sicilia. |
|        | Scifoni (Roma) barchetta al naturale navigante su mare fluttuoso di azzurro a un solo albero e una sola vela quadrata di argento su azzurro - stella (6 raggi) di oro in alto a destra su azzurro (citato in LEOM) |
|        | Scilinguati (Firenze) Partito cuneato d'argento e d'azzurro (citato in (19)) alias (DE) In Blau 1 silberne gezähnte rechte Schrägflanke (citato in KHIF) |
|        | Scintilla o Da Ottavo (Padova) 10 scintille poste in doppia fascia (5,5) sormontate da - stella (6 raggi) tutto di rosso su argento (citato in LEOM) |
|        | Scior (Firenze) D'azzurro, alla fascia d'oro, accompagnata in capo da una stella a otto punte d'oro, e in punta da un rastrello d'oro posto in fascia, talvolta al di sopra del terreno al naturale alias D'azzurro, alla fascia d'argento, accompagnata in capo da una stella a otto punte d'oro, e in punta da un rastrello d'oro posto in fascia, talvolta al di sopra del terreno al naturale (citato in (19)) |
|        | Sciorta (Pisa) D'argento, mantellato alzato di rosso (citato in (19)) |
|        | Scirotta o Xirotta (Palermo) Titolo: marchese di S. Elisabetta; principe di Montevago d'azzurro, alla banda sormontata da una volpe passante, accompagnata da tre stelle, posta una nel canton sinistro del capo, e due in banda nel canton destro della puna; il tutto d'oro (citato in Mango) d'azzurro, con una banda sormontata da un lupo passante, accompagnata da tre stelle, poste una nel canton sinistro del capo, e due in banda nel canton destro della punta, il tutto d'oro (citato in (28)) Corona di principe, cimata da un s. Francesco Saverio in abito di pellegrino ed il motto Te duce ad patriam Notizie storiche in Famiglie nobili di Sicilia. |
|        | Sciti d'argento, alla pioggia cadente dalle nuvole aperte nel capo, e tre fulmini dello stesso, uno serpeggiante in palo, due lanciati ai cantoni della punta (citato in (5) – pag. 131) |
|        | Sciutta o Sciutto (Ovada) D'azzurro, alla torre quadrata di due piani priva di merli di rosso, aperta del campo, cimata da una colomba d'argento appollaiata, col volo alzato, accompagnata nel capo da tre stelle di sei raggi d'oro, male ordinate (citato in (34)) |

### Scl
| Stemma | Casato e blasonatura |
| ------ | --- |
|        | Sclafani (Sicilia) Titolo: conte di Ademò, Sclafani partito di nero e d'argento, con due grù dell'uno nell'altro (affrontate?) (citato in Mango e in (28)) Corona di conte Notizie storiche in Famiglie nobili di Sicilia. |
|        | Sclarandi e Sclarandi Spada (Racconigi) Titolo: conti di Bastia Sottana, Le Maddalene Di rosso, alla scala d'oro, di cinque piuoli, sormontata da tre stelle, dello stesso, ordinate in fascia, con il capo d'oro, carico di un'aquila coronata, di nero (citato in (23)) |
|        | Sclopis o Schiopis o Scloppis o Schioppo (Giaveno) Titolo: conti di Salerano; signori di Borgostura D'azzurro, alla fascia di [...], accompagnata in capo da tre stelle d'oro, ordinate in fascia, in punta da uno schioppo d'argento alias D'azzurro, a due schioppi decussati e addossati, con la fascia doppiomerlata attraversante, il tutto d'argento, la fascia carica di tre stelle del campo Motto: À tout puissance alias Di rosso, allo schioppo (d'argento?), in fascia, con il capo d'argento, carico di tre stelle (6), d'oro alias D'azzurro, a due schioppi d'oro, decussati e addossati, con la fascia doppio merlata, d'argento, attraversante alias D'azzurro, a due schioppi d'oro, decussati e addossati, con la fascia doppio merlata, di rosso, attraversante Motto: Nec nihil nec nimis (citato in (23)) |
|        | Sclopis (Torino) fascia doppiomerlata di argento su - 2 schioppi (fucili) di oro posti in croce di Sant'Andrea su azzurro (citato in LEOM) |

### Sco
| Stemma | Casato e blasonatura |
| ------ | --- |
|        | Scocchera (Vastogirardi, Napoli) Titolo: nobili napoletani D'Azzurro tre bande di rosso caricate, ciascuna, da un arco teso ed incoccato d'argento, al ponte di cinque archi d'oro innanzi al quale vi è una freccia nera adagiata sulla terra, il tutto sormontato da una stella di sei punte d'argento alias D'Azzurro, all'arco teso ed incoccato d'argento (citato in (24)) |
|        | Scoccianti (Cupramontana) Titolo: nobili di Apiro D'azzurro, al toro fermo d'argento sul terrazzo di verde, accompagnato in capo da tre stelle di sei raggi d'oro, ordinate in fascia (citato in MATT, ZNBI1) |
|        | Scoglio (Catanzaro) D'argento ad uno scoglio al naturale nascente da un mare ondato d'argento e d'azzurro (citato in BLCL) |
|        | Scola o Scola Camerini (Vicenza, Creazzo) pesce di argento posto in fascia coda a destra su azzurro - tocco quadro di nero (cappello di magistrato) su rosso - mano destra di carnagione recisa che scrive con una penna di nero su un quaderno aperto in sbarra di argento tutto su verde (citato in LEOM) |
|        | Scolari (Firenze) D'oro, a tre bande d'azzurro (citato in (19)) (DE) In Gold 3 blaue Schrägbalken (citato in KHIF) alias D'oro, a tre bande di nero (citato in (19)) alias Bandato di sei pezzi d'oro e di nero (citato in (19)) (DE) 5mal gold-schwarz schräggeteilt (citato in KHIF) |
|        | Scolari (Maggiate) Bandato d'argento e d'azzurro, con il capo d'oro, carico di un'aquila di nero (citato in (23)) |
|        | Scolari o Scolaro (Messina) bandato d'argento e d'azzurro (citato in Mango) |
|        | Scolari (Toscana) (DE) Blau-silber geteilt: Oben 1 schwebender silberner Sechsberg, unten 2 blaue Balken (citato in KHIF) |
|        | Scolari (Toscana) (DE) In Silber 3 je mit 1 schwarzen Faden belegte blaue Schrägbalken (citato in KHIF) |
|        | Scoma (Sicilia) d'azzurro, al mare fluttuoso d'argento, sormontato da una cometa d'oro, ondeggiante in palo (citato in Mango) |
|        | Sconciajoco (Napoletano) (la blasonatura non è stata ancora caricata) (citato in (26)) |
|        | Scontrò (Abruzzo) (la blasonatura non è stata ancora caricata) (citato in DAlena) |
|        | Scopelli (Tortona) Titolo: consignori di Rovereto Troncato, al 1° d'oro, all'aquila coronata, di nero, al 2° d'argento, al decusse doppiomerlato, di rosso, con la fascia d'azzurro, attraversante (citato in (23)) |
|        | Scopesi (Compiano) Una barca nel mare, con albero ad unica vela non spiegata, tra due rocce al naturale; capo dell'impero (citato in DAlena) |
|        | Scopoli (Cavalese, Verona) trifoglio di rosso gambuto di verde uscente dalla punta su troncato di rosso e di argento (citato in LEOM) |
|        | Scoppa (Molise) D'azzurro all'albero di pino al naturale terrazzato di verde, accostato da due leoni controrampanti d'oro e sormontato da sette stelle disposte in cerchio (citato in DAlena) |
|        | Scoppa (Cefalù, Messina) Titolo: nobili di Messina d'azzurro al pino al naturale di verde, sostenuto da leoni d'oro affrontanti e sormontati da sette stelle d'argento al centro (citato in (24)) d'azzurro, al pino del suo colore, nodrito sopra un terreno di verde, con due leoni d'oro contra-rampanti affrontati al tronco, il pino circondato nel capo da sette stelle d'argento (citato in Mango) albero di pino al naturale nodrito su terrazzo dello stesso uscente dalla punta accompagnato da - 2 leoni controrampanti di oro e sormontato da - 7 stelle (5 raggi) di argento poste in semicerchio tutto su azzurro (citato in LEOM)              |
|        | Scorcialupi (Pisa) Di rosso, a tre fasce doppiomerlate d'argento alias Fasciato doppiomerlato di sei pezzi di rosso e d'argento (citato in (19)) |
|        | Scorciati (Napoli) pelle di leone di oro attorcigliata ad una spada dello stesso posta in banda tutto su rosso - 3 gigli posti in fascia di oro su azzurro in capo (citato in LEOM) |
|        | Scornavacca (Napoletano) (la blasonatura non è stata ancora caricata) (citato in (26)) |
|        | Scorpi (Siena) D'azzurro, alla fascia d'oro caricata di tre stelle a sei punte del campo e accompagnata da due stelle a sei punte d'oro, 1.1 (citato in (19)) |
|        | Scorpione (Abruzzo) D'argento a tre gigli d'oro ordinati in fascia con uno scorpione di nero nel capo posto in palo con la testa in alto) (citato in DAlena) |
|        | Scorzi (Pisa) Di rosso, al grifone d'argento (citato in (19)) grifo rampante di argento su rosso (citato in LEOM) alias Di rosso, al grifone d'oro (citato in (19)) |
|        | Scorzini (Firenze) Di..., all'albero sradicato di..., sormontato da tre stelle a otto punte di..., ordinate in capo (citato in (19)) |
|        | Scosta (Narni) ala sinistra abbassata di argento uscente dalla partizione su azzurro - freccia di argento posta in palo impennata di nero su verde - anguilla ondeggiante in fascia al naturale su fascia di argento su rosso (citato in LEOM) |
|        | Scotti palato d'oro e di rosso, il secondo palo d'oro caricato di un'aquila di nero coronata del campo (citato in (4) – Vol. III pag. 322) |
|        | Scotti (Piacenza) d'azzurro alla banda accompagnata da due stelle, il tutto d'argento (citato in (4) – pag. 390) |
|        | Scotti (Piacenza) Titolo: marchesi (conti?) di Cambiano D'azzurro, alla banda d'argento, accompagnata da due stelle, d'oro (citato in (23)) |
|        | Scotti (Siena) Partito merlato d'oro e d'azzurro (citato in (19)) |
|        | Scotti (Siena) Di rosso, alla scala di quattro pioli d'argento, accostata da otto crescenti montanti dello stesso, ordinati quattro per lato alias d'azzurro, alla scala di quattro pioli d'argento, accostata da otto crescenti montanti dello stesso, ordinati quattro per lato alias Di rosso, alla scala di quattro pioli d'argento, accostata da otto crescenti montanti dello stesso, ordinati quattro per lato, con il capo d'Angiò alias d'azzurro, alla scala di quattro pioli d'argento, accostata da otto crescenti montanti dello stesso, ordinati quattro per lato, con il capo d'Angiò (citato in (19))                                         |
|        | Scotti (Pescia) Di..., alla fascia di..., caricata di tre stelle a otto punte di..., e accompagnata da due stelle a otto punte simili, una in capo e una in punta (citato in (19)) |
|        | Scotti (Milano) Titolo: marchesi di Cerano Palato d'oro e di rosso, il secondo palo d'oro caricato di un'aquila di nero, coronata d'oro (citato in (23)) |
|        | Scotti o Scotto o Scoto (Cuneo) Titolo: consignore di Sauze Trinciato, d'argento alla stella d'azzurro e d'azzurro alla stella d'oro (citato in (23) e in (31)) alias d'azzurro, alla banda d'argento, affiancata da due stelle d'oro (citato in (31)) alias d'azzurro, alla banda d'argento, orlata d'oro, affiancata da due stelle d'argento (citato in (31)) alias D'azzurro, alla fascia d'oro, accompagnata da due gigli dello stesso, uno in capo, uno in punta (citato in (23)) |
|        | Scotti o Scotto (Genova) Titolo: consignori di Casaleggio Boiro D'azzurro, al becco saliente, d'oro alias D'azzurro, alla fascia, accompagnata da due stelle (6), il tutto d'oro (citato in (23)) |
|        | Scotti o Scotto o Scozia (Chieri) Palato d'oro e di rosso, con il capo del primo, carico di un'aquila di nero Motto: Novit paucos segura quies (citato in (23)) |
|        | Scotti e Scotti d'Albertis (Ivrea, Torino, Genova, Modena) Titolo: conti; nobili D'azzurro, al braccio destro armato d'argento, impugnante con la mano di carnagione una bandiera d'oro, fustata dello stesso, bifida e svolazzante a destra, carica di un leopardo di nero, illeonito, con il capo d'argento, carico di un'aquila di rosso, coronata d'oro Motto: Pro rege et patria (citato in (23)) |
|        | Scotti (Parigi (Francia), Torino) braccio destro armato al naturale uscente da destra impugnante con la mano di carnagione una bandiera bifida di oro caricata da un leone passante di nero tutto su azzurro - aquila di rosso coronata di oro su argento in capo (citato in LEOM) |
|        | Scotti o Scotto (Asti, Torino) D'azzurro, alla banda d'argento, accompagnata da due stelle, d'oro Motto: Omnibus est amori pietas - Sic diligo (citato in (23)) |
|        | Scotti (Vigevano, Torino) Titolo: conti; nobili Di verde, alla banda, accompagnata da due stelle (6), il tutto d'oro (citato in (23)) banda di oro accompagnata da - 2 stelle (6 raggi) dello stesso poste in sbarra tutto su verde (citato in LEOM) |
|        | Scotti o Scotti Pierus (Toscana) (DE) In Blau 1 rot behalsbandeter silberner Hund, in der Rechten 1 silbernen Speer mit schwarzem Schaft haltend (citato in KHIF) |
|        | Scotti (Bergamo, Mapello, Milano) banda di oro accompagnata da - 2 stelle (6 raggi) dello stesso poste in palo tutto su azzurro (citato in LEOM) |
|        | Scotti (Bergamo, Mapello, Milano) banda di argento accompagnata da - 2 stelle (6 raggi) dello stesso poste in palo tutto su azzurro (citato in LEOM) |
|        | Scotti (Bergamo, Mapello, Milano) banda di rosso accompagnata da - 2 stelle (6 raggi) di oro poste in palo tutto su azzurro (citato in LEOM) |
|        | Scotti (Cesena) (la blasonatura non è stata ancora caricata) (citato in BLCW) Immagine in Blasone Cesenate. |
|        | Scotti Chiapponi (Piacenza, Milano) Titolo: Signore di Miceno (m), conti di Vigoleno (m), conti di S. Giorgio (m) banda di argento accompagnata da - 2 stelle (6 raggi) di oro poste in sbarra tutto su azzurro - 4 ferri di cavallo di argento convergenti al centro a forma di quadrifoglio su rosso (citato in LEOM) |
|        | Scotti Douglas (Piacenza, Milano, Napoli, Lorenzana, Varese) Titolo: conti di Vigoleno (m), conti di Fombio banda di argento accompagnata da - 2 stelle (6 raggi) di oro poste in sbarra tutto su azzurro (citato in LEOM) |
|        | Scotti Douglas (Piacenza, Milano, Napoli, Lorenzana, Varese) Titolo: Marchese di Vigoleno (mpr) cuore di rosso coronato di oro su scudetto di argento - il cui capo di azzurro è caricato da 3 stelle (6 raggi) di oro poste in fascia su - banda di argento accompagnata da - 2 stelle (6 raggi) di oro poste in sbarra su azzurro - 4 ferri di cavallo di argento convergenti al centro a forma di quadrifoglio su rosso - troncato inchiavato di argento e di rosso (citato in LEOM) |
|        | Scotti Douglas di Vigoleno (Piacenza, Milano, Napoli, Firenze) Titolo: conti di Vigoleno (m) D'azzurro, alla banda d'argento, accompagnata da due stelle d'oro di sei raggi Sostegni: Un guerriero a destra; un montagnardo scozzese a sinistra Motto: LOCK SICKEN (citato in (4),(24),(27)) |
|        | Scotti Douglas di Fombio Titolo: conti di Fombio D'azzurro, alla banda d'argento, accompagnata da due stelle d'oro di sei raggi Sostegni: Un guerriero a destra; un montagnardo scozzese a sinistra Cimiero: Un braccio impugnante una clava Motto: NUNQUAM RETRORSUM (citato in (4),(27)) |
|        | Scotti Douglas di S. Giorgio Titolo: conti di Vigoleno (m), conti di S. Giorgio (m), signori di Miceno (m) Inquartato: nel 1° e 4° d'azzurro, alla banda d'argento, accompagnata da due stelle d'oro di sei raggi; nel 2° di rosso, a quattro ferri di cavallo, d'argento, intrecciati fra loro; nel 3° troncato cuneato di argento e di rosso; sul tutto d'argento al cuore di rosso, coronato d'oro, col capo d'azzurro caricato di tre stelle di 6 raggi, pure d'oro, e poste in fascia Motto: QUID VERISIMILI VERIUS (citato in (4),(27)) |
|        | Scotti Nellini (Siena) Di..., a due delfini guizzanti in palo addossati di... (citato in (19)) |
|        | Scottini da Monticchiello (Siena) D'oro, alla fascia contromerlata di rosso, accompagnata da tre crescenti montanti dello stesso, 2.1 (citato in (19)) |
|        | Scotto (Pisa) Inquartato: nel 1° d'argento, al leone rivolto al naturale; nel 2° d'oro, a tre sbarre di rosso; nel 3° di rosso, all'albero al naturale, nodrito su un monte di tre cime d'oro; nel 4° d'oro, all'arpa di rosso (citato in (19)) |
|        | Scotto (Sicilia) D'azzurro a 3 fasce d'argento accompagnate in capo da un crescente dello stesso (citato in DAlena e in (28)) Notizie storiche in Famiglie nobili di Sicilia. |
|        | Scovedo o Escovedo (Sicilia) di rosso, a cinque granate (scope) d'oro, ordinate in decusse (citato in Mango) di rosso, con 5 scope d'oro, ordinate 3 e 2 (citato in (28)) Notizie storiche in Famiglie nobili di Sicilia. |
|        | Scovi (Bergamo) troncato: nel 1º d'oro all'aquila di nero; nel 2º d'argento alla scopa d'oro in banda (citato in (2) – pag. 479 e in DAlena) |
|        | Scovolo (Brescia) palato di rosso e di argento (4 pezzi) - leone rampante di oro tenente tra le anteriori uno scovolo dello stesso su rosso - capo d'Impero (citato in LEOM) |
|        | Scozia o Scozia di Calliano (Casale Monferrato, Torino, Montiglio) Titolo: marchesi di Calliano; conti di Azzano, Benevello, Murisengo; consignori di Bruino, Buriasco, Lavriano, Mondonio, Monteu da Po, Piazzo, Pino, Valmacca, Verduno, Villanova D'azzurro, alla punta d'argento, intagliata in quadro nei due lati, sormontata da una punta simile, di rosso, cucita, rovesciata, movente dal lembo del capo dello scudo (citato in (23)) punta di argento intagliata in quadro ai 2 lati uscente dalla punta su azzurro sormontata da - una punta simile di rosso rovesciata e muovente dal capo sempre su azzurro (citato in LEOM) Motto: À bon rendre |

### Scq
| Stemma | Casato e blasonatura |
| ------ | --- |
|        | Scquarciabusi (Toscana) (DE) Unter 1 blauen Schildhaupt, belegt mit 1 schreitenden silbernen Wolf, in Silber 6 rote Scheiben, 3:2:1 gestellt (citato in KHIF) |
|        | Scribani d'oro, alla croce d'argento, dentata di verde, accantonata nel I e IV quarto da un ramo di alloro, di verde, posto in palo (citato in (23)) |
|        | Scribani Rossi (Piacenza, Milano, Roma) Titolo: conti Partito, al 1° d'oro, alla croce d'argento, dentata di verde, accantonata nel I e IV quarto da un ramo di alloro, di verde, posto in palo (Scribani), al 2° d'azzurro, al leone rampante al naturale, con il capo di rosso, cucito, carico di tre gigli d'oro, posti in fascia (citato in (23)) croce di argento dentata di verde accantonata nel primo e nel quarto quarto da un ramo di alloro posto in palo di verde su oro - leone rampante al naturale su azzurro - 3 gigli di oro posti in fascia su rosso in capo (citato in LEOM) |
|        | Scribano o Scribani (Sicilia) d'oro, a quattro delfini di nero contrapposti e ordinati in decusse (citato in Mango) d'oro, con quattro delfini neri moventi dagli angoli dello scudo, formanti una croce di s. Andrea (citato in (28)) 4 delfini di nero muoventi dagli angoli dello scudo formanti una croce di Sant'Andrea su oro (citato in LEOM) Notizie storiche in Famiglie nobili di Sicilia. |
|        | Scrignara (Napoletano) (la blasonatura non è stata ancora caricata) (citato in (26)) alias (la blasonatura non è stata ancora caricata) (citato in (26)) |
|        | Scrinari (Parma) d'azzurro, alla croce biforcata d'argento accompagnata in capo da una cometa d'oro e in punta da 3 dadi d'argento 1 su 2 marcati di nero (citato in (2) – pag. 221 e in DAlena) |
|        | Scriviano (Molise) (la blasonatura non è stata ancora caricata) (citato in DAlena) |
|        | Scrofani (Vittoria) Titolo: barone della Serra di San Gaetano, nobile dei baroni Partito: 1° di rosso alla scrofa d'argento allattante due porcellini dello stesso; 2° D'azzurro al sole d'oro orizzontale sinistro (o destro?) (citato in (24), in Mango e in (28)) scrofa di argento allattante 2 porcellini dello stesso su rosso - sole raggiante di oro uscente dal canton sinistro del capo su azzurro (citato in LEOM) Notizie storiche in Famiglie nobili di Sicilia. |
|        | Scroffa (Vicenza) d'oro alla scrofa rampante di nero, cinghiata d'argento (citato in (2) – pag. 480 e in DAlena) |
|        | Scroffa (Ferrara) scrofa rampante di nero cinta di argento su oro (citato in LEOM) |
|        | Scrugli (Tropea) Titolo: conti d'argento a tre scogli al naturale uscenti dal mare di verde, fluttuante d'argento, lo scoglio centrale sostenente una torre merlata, murata alla ghibellina, di quattro pezzi, aperta e finestrata di due pezzi di nero (citato in (24)) 3 scogli al naturale uscenti da un mare fluttuoso di verde il centrale sormontato da - una torre di rosso merlata alla ghibellina aperta e finestrata di nero tutto su argento (citato in LEOM) Motto: Non commovebitur                                                                                                |
|        | Scrugli (Tropea) D'argento alla torre di rosso merlata alla ghibellina, aperta, finestrata e muragliata di nero, uscente da un mare, in punta, ondato di verde e d'argento (citato in BLCL) |
|        | Scrugli (Tropea) D'argento (?) a tre scogli al naturale uscenti dal mare di verde, fluttuoso di argento due verso lo scudo ed uno in mezzo quest'ultimo alquanto abbassato, e sostenente una torre di rosso tor merlata murata alla ghibellina di quattro pezzi aperta e finestrata di due pezzi di nero (citato in BLCL) Motto: Non commovebitur Immagine e notizie storiche in Tropea Magazine. |

### Scu
| Stemma | Casato e blasonatura |
| ------ | --- |
|        | Scudelanzoni (Padova) 2 lance di argento astate di oro incrociate su palo di argento su partito di azzurro e di rosso (citato in LEOM) |
|        | Scuderi (Erice) banda di argento accompagnata da - 3 stelle (8 raggi) dello stesso poste una in alto a destra e 2 in banda in basso tutto su rosso - uccello in volo di argento in banda in alto a destra su rosso (citato in LEOM) |
|        | Scuderi di Monte San Giuliano (Sicilia) di rosso, al braccio armato d'argento, tenente uno scudo dello stesso (citato in Mango) |
|        | Scudero o Scuderi (Palermo) Titolo: barone di Villanova d'azzurro a due bande d'argento abbassato, con uno scudo d'oro nel posto d'onore, accompagnato da tre stelle dello stesso due in capo e una sotto lo scudetto (citato in (24)) d'azzurro, a due bande d'argento, abbassate, con uno scudetto d'oro nel punto d'onore, accompagnate da tre stelle di otto raggi dello stesso, due in capo, una sotto lo scudetto e la stella di sinistra (citato in Mango e in (28)) gemella in banda di argento abbassata e accompagnata da - uno scudetto di oro e da - 3 stelle (8 raggi) dello stesso poste 2 in alto in fascia e una a destra in basso tutto su azzurro (citato in LEOM) Notizie storiche in Famiglie nobili di Sicilia. |
|        | Sculco (Napoli, Crotone) Titolo: nobile di Crotone, barone di Papanice e di Monte Spinello, duca di Santa Severina troncato, nel 1° d’azzurro a due torte d’oro; nel 2° d’oro allo scorpione di nero in palo, con la fascia in divisa d’argento troncato, nel 1° d’azzurro a due stelle d’oro; nel 2° d’oro allo scorpione di nero in palo, con la fascia in divisa d’argento troncato, nel 1° d’oro allo scorpione (2) di nero in palo; nel 2° d’azzurro con la fascia in divisa d’argento (citato in Nobili Napoletani.) |
|        | Scura (Dalmazia) fascia ridotta di rosso su argento - uccello corvo di nero posato sulla fascia in alto - porta di città merlata di rosso (può essere anche di nero) e affiancata da 2 colonne di oro in basso (citato in LEOM) |
|        | Scuri (Val Brembana) D'azzurro, a due scuri al naturale, passate in croce di S. Andrea (citato in Stemmi della Val Brembana (archiviato dall'url originale il 6 gennaio 2013).) |
|        | Scutellari o Scutellari Ajani (Ferrara, Parma) fascia scaccata di nero e di argento (3file) traversante - un albero di palma di verde nodrito su terrazzo dello stesso uscente dalla punta attraversato a sua volta da - un coccodrillo passante di oro tutto su rosso (citato in LEOM) |
|        | Scuteri (Tropea) Di rosso alla banda d'argento accompagnata da tre stelle dello stesso, due in capo ed una in punta (citato in BLCL) Immagine in Tropea Magazine. |
|        | Scuttari (Chioggia) (la blasonatura non è stata ancora caricata) (citato in Araldica gentilizia (archiviato dall'url originale il 4 marzo 2016).) |

### Sd
| Stemma | Casato e blasonatura |
| ------ | --- |
|        | Sdrin (Venezia, Corfù (Grecia), Cefalonia (Grecia)) 5 losanghe di nero su sbarra di argento su azzurro - 3 stelle (6 raggi) di oro poste 1,2 in alto a sinistra - fontana di argento a 2 zampilli in basso a destra su azzurro (citato in LEOM) |